# Aldo Baito
Aldo Baito   (Gorla Minore, 4 de gener de 1920 - Vilafranca del Penedès, 20 de desembre de 2015) va ser un ciclista italià, que fou professional entre 1946 i 1951. Va destacar com a velocista. Com a amateur va guanyar el campionat nacional en carretera. Com a professional destaca una victòria d'etapa al Giro d'Itàlia de 1946.

## Palmarès
- 1944
  -  Campió d'Itàlia de ciclisme en ruta amateur
  - 1r a la Coppa Marin
  - 1r al Targa d'Oro Città di Legnano
- 1946
  - Vencedor d'una etapa del Giro d'Itàlia
  - Vencedor d'una etapa de la Mónaco-París
- 1947
  - 1r a la Milà-Salsomaggiore

### Resultats al Giro d'Itàlia
- 1946. 11è de la classificació general. Vencedor d'una etapa
- 1947. Abandona
- 1948. Abandona
- 1949. Abandona